# رابین تایلان
رابین تایلان (انگلیسی: Robin Taillan؛ زادهٔ ۲۷ مهٔ ۱۹۹۲) بازیکن فوتبال است.